# 札幌市美香保体育館
札幌市美香保体育館（さっぽろしみかほたいいくかん）は、北海道札幌市東区の美香保公園にある体育館（スケートリンク）。夏季は体育館（5月~9月）、冬季はスケートリンク（11月~4月）となっており、4月及び10月からの一定期間は転換工事のため休館となる。図書コーナーも併設している。

## 歴史
1970年に竣工。1972年札幌オリンピックのフィギュアスケートの会場として新設された。当初、夏季は温水プールとして使用されていたが、1998年からは体育館として使われている。その後、冬季にはカーリングでの使用も可能になるよう改修された。
札幌市では2028年度から29年度の利用開始を見込み、市内北東部に通年型リンクを新築して移転する案がある。

## 所在地
- 北海道札幌市東区北22条東5丁目

## 施設
- 設計　久米建築事務所
- 施工　地崎組
- 工期　1969年5月〜1970年10月
- 建築面積　　　4455m2
- 延べ床面積　　6267m2
- アリーナ面積　67.3×40.3　2712m2
- スケートリンク60m×30m

## アクセス
- 地下鉄南北線「北24条駅」下車、3番出口徒歩約10分